# NGC 4977
NGC 4977 (другие обозначения — UGC 8196, MCG 9-22-10, ZWG 271.9, ZWG 270.53, NPM1G +55.0169, PGC 45339) — спиральная галактика (Sb) в созвездии Большая Медведица.
Этот объект входит в число перечисленных в оригинальной редакции «Нового общего каталога».
Это крупная галактика обращена к Земле плашмя, благодаря этому в ней удобно наблюдать спиральный узор  и получать кривые вращения галактики. В 2015 году данные о галактике использовались для оценки модифицированной теории ньютоновской динамики, и модель показала хорошее соответствие с наблюдениями.